# Macchi M.39
Макки M.39 (итал. Macchi M.39) — гоночный гидросамолет, разработанный и построенный итальянской авиастроительной компанией Aeronautica Macchi в 1925—1926 годах. В 1926 году Марио де Бернарди на гидросамолете М.39 выиграл Кубок Шнейдера, установив мировые рекорды скорости.

## Дизайн и развитие
Самолёт предназначался для участия в шнейдеровских гонках в 1926 году. Разработкой М.39 занимался конструктор Марио Кастольди, это был его первый моноплан с низкорасположенным крылом, спроектированный для Macchi.
М.39 представлял собой одноместный двухпоплавковый гидроплан смешанной (дерево и металл) конструкции. Деревянные крылья поддерживались расчалкой, две трети верхних плоскостей использовались как поверхностный радиатор с низким лобовым сопротивлением. Пилот сидел в открытой кабине, расположенной параллельно задней кромке крыла. Топливо располагалось в поплавках.
Самолёт имеет особенности, обусловленные его специализацией для участия в Кубке Шнейдера. Гоночная трасса предполагала левые развороты, поэтому левый конец крыла располагался чуть дальше от фюзеляжа, чем правый, чтобы обеспечить более крутые левые повороты. Для компенсации вращающего момента пропеллера поплавки имели разную плавучесть.
Было построено три гоночных, два учебных самолета и планер для стендовых испытаний. Учебная версия оснащалась 447-киловаттным (600 лошадиных сил) двенадцатицилиндровым V-образным двигателем Fiat AS.2 жидкостного охлаждения, в то время как мощность аналогичного двигателя гоночной версии составляла 597 киловатт (800 лошадиных сил). Первый M.39, учебный с серийным номером MM.72 был построен всего за несколько месяцев. Следом за ним были построены второй учебный (MM.73), три гоночных (MM.74, MM.75 и MM.76) и планер для испытаний.

## Эксплуатационная история
6 июля 1926 года был осуществлён первый учебный полет М.39 для проведения предгоночных испытаний. 16 сентября 1926 года пилотируемый капитаном сборной Италии Витторио Кентурионе самолёт разбился на озере Варезе, лётчик погиб, однако разработка М.39 продолжилась.
13 ноября 1926 года три гонщика М.39 приняли участие шнейдеровских гонках в Хэмптон-Роудс (Виргиния, США). MM.75 из за поломки пришлось покинуть гонку. MM.76, пилотируемый Марио де Бернарди, занял первое место со средней скоростью 396,698 км/ч, установив новый мировой рекорд скорости для гидросамолетов. Адриано Бачуле на MM.74 занял третье место. 17 ноября де Бернарди на MM.76 поставил новый мировой рекорд скорости в 416,618 км/ч на дистанции в 3 километра в Хэмптон-Роудс.
Проект М.39 лёг в основу следующего гоночного гидроплана Кастольди, Macchi M.52.

## Операторы
Королевство Италия
- Regia Aeronautica

## Технические характеристики (гоночный М.39)
Общие характеристики
- Экипаж: один

Macchi M.39

- Длина: 7,77 м (длина фюзеляжа = 6,73 м) (25 футов 6 дюймов)
- Размах: 9,26 м (30 футов в 4½)
- Высота: 2,97 м (9 футов 9 дюймов)
- Вес пустого: 1257 кг (2772 фунтов)
- Загруженный вес: 1572 кг (3465 фунтов)
- Максимум. взлетный вес: 1575 кг (3472 фунтов)

Силовая установка: 1 × Fiat AS.2 жидкостного охлаждения V-12, 597 кВт (800 л. с.)
Производительность
- Максимальная скорость: 439,44 км/ч (237 кН, 272 миль/ч)